# Kuoppajärvi (sjö, lat 68,28, long 24,95)
Kuoppajärvi är en sjö i Finland. Den ligger i kommunen Kittilä i landskapet Lappland, i den norra delen av landet, 900 km norr om huvudstaden Helsingfors. Kuoppajärvi ligger 293,5 meter över havet. Arean är 6,5 hektar och strandlinjen är 1,17 kilometer lång. Sjön  ingår i Kemi älvs huvudavrinningsområde. 